# François Campion
François Campion (* 1686 in Rouen; † 21. Oktober 1747 in Paris) war ein französischer Theorbist, Gitarrist, Komponist und Musiktheoretiker des Barocks.

## Leben und Werk
Campion wirkte von 1703 bis 1719 als Theorbist des Orchesters der Académie Royale de Musique an der Großen Oper in Paris. Für die Barockgitarre komponierte er Pièces pour la Guitarre („Stücke für die Gitarre“).
Campion gab als Musiktheoretiker folgende Werke heraus:
- Nouvelles découvertes sur la guitare. Paris 1705 (Enthält die Solo-Stücke für die Gitarre)
- Traité d’accompagnement et de composition selon la règle des octaves. Amsterdam 1716.
- Addition au traité d’accompagnement […]. Paris 1739.

Der Traité d’accompagnement ist eine der ersten Darstellungen der in Italien herausgebildeten a-vista-Harmonisierung unbezifferter Bässe nach der Regola dell’Ottava. Jean-Jacques Rousseau hat allerdings darauf aufmerksam gemacht, dass der Musiktheoretiker und Theorbist Etienne Denis Delair schon vor Campion die Oktavregel veröffentlicht hat.